# Laeliopsis
Laeliopsis is een geslacht van vlinders van de familie spinners (Lasiocampidae).

## Soorten
- L. erythrura Aurivillius, 1915
- L. gemmatus (Wichgraf, 1921)
- L. maculigera Strand, 1913
- L. punctuligera Aurivillius, 1911